# Ludwig Holzgethan
Ludwig Freiherr von Holzgethan (ur. 1800 w Wiedniu, zm. 12 czerwca 1876 tamże) – austriacki polityk i finansista, minister finansów (1867–1872) i premier (1871) Austrii.

## Życiorys
Karierę finansisty rozpoczął w 1831 roku. Na początku lat 50. XIX wieku pracował w Weronie i Wenecji. Był m.in. prefektem ds. finansów i reprezentował cesarskie organy podatkowe.
W 1864 roku został podsekretarzem ministra finansów Ernsta von Plenera, prywatnie swojego szwagra. Został też członkiem austriackiej Rady Państwa i zasiadał w niej aż do jej rozwiązania w 1868 roku. Za rządów premiera Alfreda Józefa Potockiego został austriackim ministrem finansów. Funkcję zachował po objęciu premierostwa przez Karla Sigmunda von Hohenwarta, w 1871 roku, gdy sam pełnił funkcję premiera, oraz za rządów swojego następcy Adolfa Carla Daniela von Auersperga.